# 山県周南
山縣 周南（やまがた しゅうなん、貞享4年5月3日（1687年6月12日） - 宝暦2年8月12日（1752年9月19日））は、江戸時代中期の儒学者。荻生徂徠の高弟であり、長州藩藩校・明倫館の二代目学頭。漢詩、国史に精通し、教育者としても名声を博した。
名は孝孺（こうじゅ）。周南と号する。字は次公、少介。徂徠学派は中国風に名乗る風習があり縣次公、縣孝孺などと称した。

## 生涯
周防国の南方、右田鈴屋村（現山口県防府市）に山縣良斎の次男として生まれる。号の周南はこの生地にちなむ。父、良斎は毛利家一門毛利就信に仕える儒者。父の教育は厳しく、高楼上で学問をさせられ、必要が無ければ降ろしてもらえなかった。
8歳の時、父良斎の転勤に伴い萩へ移住。19歳で江戸へ遊学し荻生徂徠の門を叩く。3年で卒業し萩へ帰るが、以後江戸出張の際や書簡において頻繁に徂徠の薫陶を受ける。
26歳の時、朝鮮通信使が赤間関に来訪。長州藩の学者として朝鮮の学者と詩文の応酬を行う。詩才を高く評価され、朝鮮通信使正使に特別に接見を許される。この出来事が周南と、徂徠学派の文名を世に知らしめる一因となった。
31歳、藩主侍講となり、藩主に従い度々萩と江戸を往復する。また、藩校明倫館開学にあたって館の儀式・学規等を制定する。明倫館の初代学頭小倉尚斎没後は、二代目学頭に就任。学者、医者、官吏など多くの人材を育成した。また藩要人も多く門下にあり、藩政にも関与した。
59歳頃川魚を食べて体を壊し病に伏せるようになる。自身の文業について服部南郭に後事を託した後、66歳で没した。萩の保福寺（山口県萩市北古萩）に葬られる。
行状によると温厚な性格であったという。川遊びを好み、江戸で徂徠や南郭ら大勢の蘐園一門を招いて川遊びを挙行した。また没する直前、やや病が回復した際にも京都で川遊びを行っている。
大正4年（1915年）、従四位を追贈された。

## 学統
徂徠が未だ名を成さない頃から従った愛弟子であり、長州藩に、また西日本に徂徠学（古文辞学）を普及させる一大要因となった。末流といえる広瀬淡窓の儒林評では格別に古文辞を固守するようなところは無いとされ、彼自身仁斎学にも共感を示し、伊藤東涯と度々交渉を持つなど開けた学問交流を行っていた。ただし、日野龍夫によれば、その詩文の作風については古文辞風という以外に格別の特徴はないという。
また、京都の古医方派と親しく、香川修庵、山脇東洋、吉益東洞などの医師と交流が深かったことも特筆される。

## 著作
- 『周南文集』 明倫館の設立次第を記した「長門国明倫館記」や周南先生行状等多くの詩文を載せる。なお、周南文集の稿本が存在し、周南続稿とも異なる周南の文章が収録されている。
- 『為学初問』 小論文集。
- 『作文初問』 明古文辞派の主張をその中心とする漢文手引書。
- 『講学日記』 学問上の覚え書きを収録したもの。
- 『宣室夜話』 周南の作ではないという説がある
- 『周南続稿』 「周南文集」に収録された詩文数十編と、外に未収録の詩文を収録。
- 『周南先生医談』
- 『江氏家譜』 藩命によって編纂した毛利家の系譜。